# Irsko na letních olympijských hrách
Irsko na letních olympijských hrách startuje od roku 1924. Toto je přehled účastí, medailového zisku a vlajkonošů na dané sportovní události.

## Účast na Letních olympijských hrách
| Dějiště LOH            | LOH      | Vlajkonoš                           | Zlatá medaile | Stříbrná medaile | Bronzová medaile | Celkem |
| ---------------------- | -------- | ----------------------------------- | ------------- | ---------------- | ---------------- | ------ |
| 1924 Paříž             | LOH 1924 | John O'Grady                        |               |                  |                  | 0      |
| 1928 Amsterdam         | LOH 1928 | nebyl                               | 1             |                  |                  | 1      |
| 1932 Los Angeles       | LOH 1932 | Pat O'Callaghan                     | 2             |                  |                  | 2      |
| 1936 Německo           | 1936     |                                     |               |                  |                  | Ne     |
| 1948 Londýn            | LOH 1948 | Paddy O'Carrol                      |               |                  |                  | 0      |
| 1952 Helsinky          | LOH 1952 | nebyl                               |               | 1                |                  | 1      |
| 1956 Melbourne         | LOH 1956 | Tony Byrne                          | 1             | 1                | 3                | 5      |
| 1960 Řím               | LOH 1960 | Ron Delany                          |               |                  |                  | 0      |
| 1964 Tokio             | LOH 1964 | John Lawlor                         |               |                  | 1                | 1      |
| 1968 Ciudad de México  | LOH 1968 | Jim McCourt                         |               |                  |                  | 0      |
| 1972 Mnichov           | LOH 1972 | Ronnie McMahon                      |               |                  |                  | 0      |
| 1976 Montréal          | LOH 1976 | Frank Moore                         |               |                  |                  | 0      |
| 1980 Moskva            | LOH 1980 | Ken Ryan                            |               | 1                | 1                | 2      |
| 1984 Los Angeles       | LOH 1984 | Gerry Mullins                       |               | 1                |                  | 1      |
| 1988 Soul              | LOH 1988 | Wayne McCullough                    |               |                  |                  | 0      |
| 1992 Barcelona         | LOH 1992 | Michelle Smithová                   | 1             | 1                |                  | 2      |
| 1996 Atlanta           | LOH 1996 | Francie Barrett                     | 3             |                  | 1                | 4      |
| 2000 Sydney            | LOH 2000 | Sonia O'Sullivanová                 |               | 1                |                  | 1      |
| 2004 Athény            | LOH 2004 | Niall Griffin                       |               |                  |                  | 0      |
| 2008 Peking            | LOH 2008 | Ciara Peelo                         |               | 1                | 2                | 3      |
| 2012 Londýn            | LOH 2012 | Katie Taylorová                     | 1             | 1                | 3                | 5      |
| 2016 Rio de Janeiro    | LOH 2016 | Paddy Barnes                        |               | 2                |                  | 2      |
| 2020 Tokio             | LOH 2020 | Kellie Harringtonová Brendan Irvine | 2             |                  | 2                | 4      |
| 2024 Paříž             | LOH 2024 | Sarah Lavinová Shane Lowry          | 4             |                  | 3                | 7      |
| Celkem                 | 23       |                                     | 15            | 10               | 17               | 42     |
| Zdroj na Olympedia.org |          |                                     |               |                  |                  |        |